# 246 до н. е.

## Події
- басилевс держави Селевкідів Селевк II Каллінік
- Третя Сирійська війна

## Магістрати-епоніми
Римська республіка консули: Маній Отацилій Красс та Марк Фабій Ліцин.